# Amayuelas de Arriba
Amayuelas de Arriba è un comune spagnolo situato nella comunità autonoma di Castiglia e León.